# Jordi Osei-Tutu
Jordi Osei-Tutu (* 2. Oktober 1998 in Slough) ist ein englisch-ghanaischer Fußballspieler, der bei den Bolton Wanderers unter Vertrag steht.

## Karriere
Osei-Tutu stammt aus der Jugend des FC Reading. Im Jahr 2015 schloss er sich der Nachwuchsakademie des FC Arsenal an. Bei den Gunners stand der Außenverteidiger zunächst im Kader der U18, ehe er im Sommer 2017 zur U23 aufstieg. Dort absolvierte er 29 Spiele und konnte dabei 2 Tore und 2 Vorlagen erzielen. Zudem stand Osei-Tutu mehrfach im Kader der Profimannschaft, ohne jedoch zum Einsatz zu kommen.
Zur Saison 2019/20 wechselte Osei-Tutu für ein Jahr auf Leihbasis in die 2. Bundesliga zum VfL Bochum. Sein erstes Profitor erzielte er beim 3:3 gegen den SV Wehen Wiesbaden, als er in der 87. Minute zum zwischenzeitlichen 2:3 traf. Insgesamt stand er bei 21 von 34 möglichen Ligaspielen sowie einem Spiel im DFB-Pokal für Bochum auf dem Platz. Nach Ablauf der Saison kehrte Osei-Tutu zunächst zu Arsenal zurück. Ende August 2020 erfolgte eine neue Ausleihe, diesmal zu Cardiff City in die EFL Championship (der zweithöchsten englischen Liga) bis zum Ende der Saison 2020/21. Für sein neues Team bestritt er im September und Oktober 2020 sechs Spiele in der zweiten Liga, ehe eine Verletzung ihn bis Mitte April 2021 außer Gefecht setzte.
Zu Beginn der EFL Championship 2021/22 gab der Zweitligist Nottingham Forest die Verpflichtung von Osei-Tuto auf Leihbasis für die gesamte Spielzeit bekannt. Die Leihe wurde allerdings im Januar 2022 beendet. Er blieb aber der Liga erhalten, da er an Rotherham United weiterverliehen wurde.
Im Sommer 2022 wechselte er zu seinem früheren Leihverein VfL Bochum und unterschrieb für drei Jahre. Im Januar 2024 wurde er bis zum Saisonende nach Griechenland an den PAS Ioannina verliehen. Zur Saison 2024/2025 verließ der Spieler den VfL Bochum und wechselte zum englischen Drittligisten Bolton Wanderers, wo er einen Zweijahresvertrag unterschrieb.